# 九品仏川

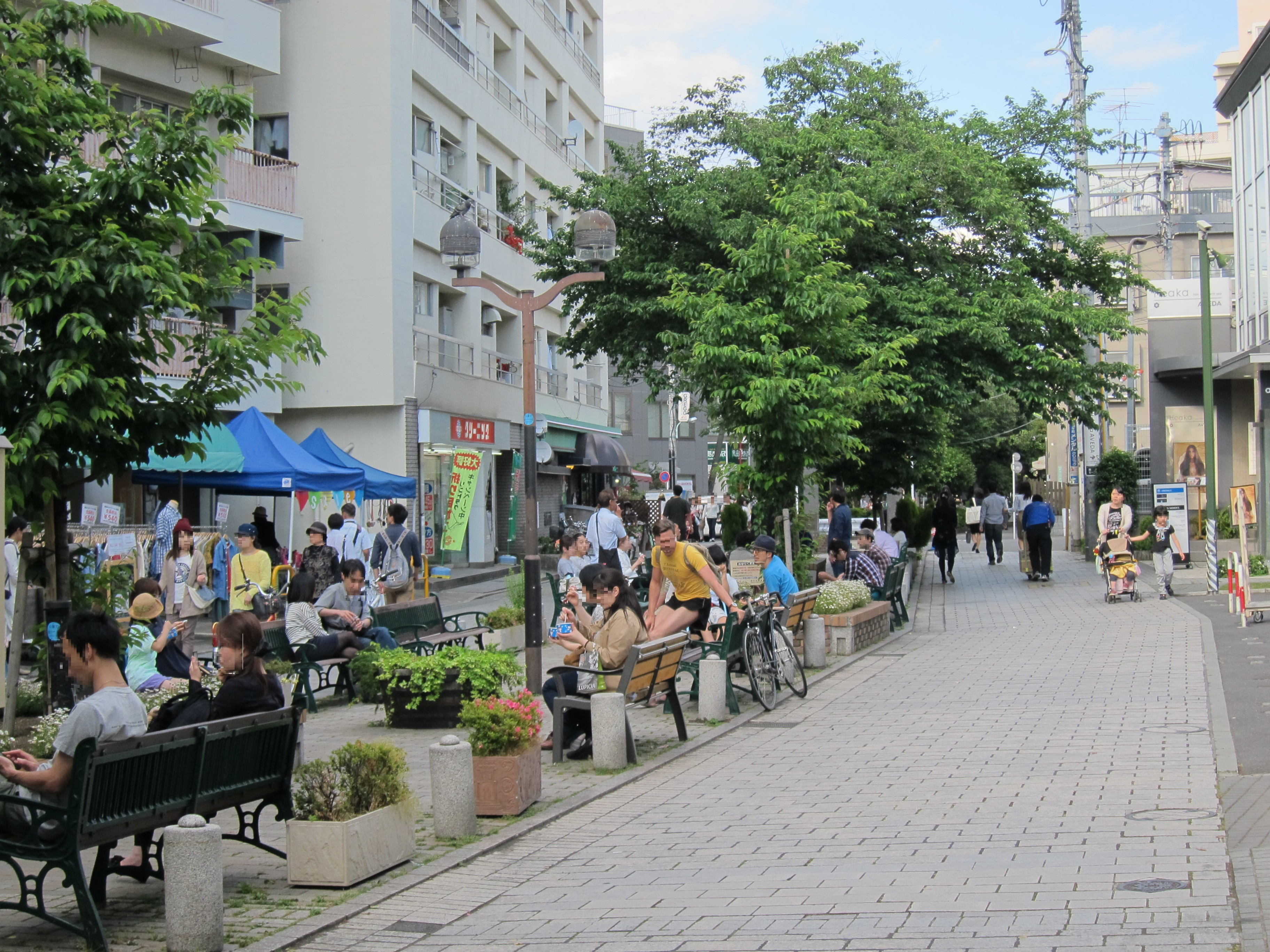
九品仏川緑道の一部、自由が丘駅付近。

九品仏川（くほんぶつがわ）は、東京都を流れる二級河川。延長は2.61kmで、呑川水系の支流であり
、玉川上水の品川分水の1つ。現在は全区間が下水道幹線・暗渠となっている。

## 地理
上流部は地形などから判断して、逆川を介し、谷沢川とつながっていたと推測されているが、分離の原因については諸説あるものの「決定的な実証に欠けるのは否めない」ともされる。
九品仏川に繋がっている明確な痕跡が残っている区間としては、世田谷区等々力七丁目の東京都市大学等々力中学校・高等学校の南東からで（すぐ西に、谷沢川に流れる支流も存在する）、等々力五丁目はなみずき公園まで南下し、奥沢の浄真寺 (九品仏)の西側を再度北上している。
現在水源とされているのは、等々力六丁目南交差点の西側からで、不自然な幅の歩道が存在する。南下してねこじゃらし公園と九品仏浄真寺の北側をかすめてから緑道となり、自由が丘駅の西側から東急大井町線に沿って、計三回交差する。自由が丘駅南口付近ハ、春に桜並木で花見客が賑わう。
その後住宅地を進み、東急大井町線緑が丘駅 - 大岡山駅の中間付近（東京工業大学付近）で、南北に流れる呑川に、西からT字に合流する。なおこの合流部も付替えが人工的に行われており、かつては九品仏川と呑川が50mほどの間隔で500mほど並行（こうした地形は本河川固有でなく、各地に見られる）、奥沢駅南側から奥沢公園の横を通る奥沢支流に九品仏川が合流し、すぐ東で呑川にT字合流していた。現在九品仏川と呑川の合流部は上記の通り短縮され、奥沢支流は単独で呑川に合流する。九品仏川の旧流は埋め立てられているが住居表示はそのままなので、世田谷区奥沢一丁目・目黒区緑が丘三丁目・品川区石川町一丁目の細長い三地区が並行し、特に奥沢一丁目の43番から65番と緑が丘三丁目の4番から9番は、それぞれの区画中の道路も無い家の間が、区の境界となっている。

## 事故
呑川はゆっくりと傾斜した谷底平野であり、泥炭を基層にもつ湿地が、かつては水田として利用されていた。1960年 (昭和35年)、自由が丘駅前の建設工事に伴う地下水の汲み上げにより、現場から 40m - 50m ほど離れた商店街の家々約30軒が不同沈下のため傾斜するという被害が出た。これらの家々は、かつて水田だったこの泥炭層を跨いで建っていた。原因は、工事での地下水汲み上げにより地下水面が地表下50cmから2mまで低下して泥炭層が収縮し、武蔵野台と九品仏川谷の境界付近の泥炭層を跨いだ土地が不同沈下を起こして傾斜したためと判明した。泥炭層上や武蔵野台地上の建物は不同沈下とならず被害はなかった。この事故では原因が特定できたため、工事を発注した銀行側から補償が行われた。

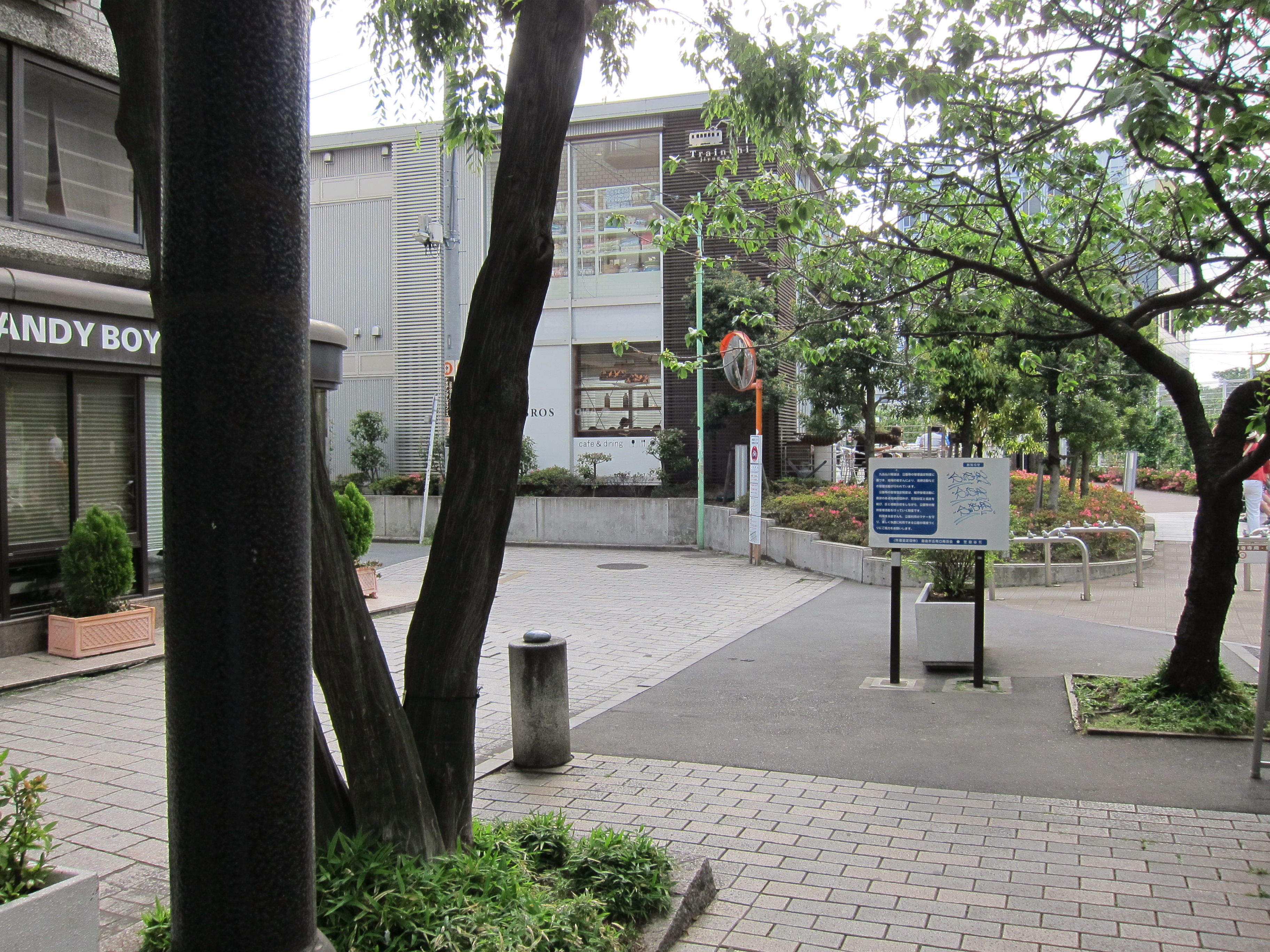
九品仏川緑道の一部、正面建物はトレインチ。

## 九品仏川緑道
1974年に九品仏川を暗渠化してつくられた、道幅約13メートル、長さ約1657メートルの緑道である
。
マリクレール通りとは一部で並行して走る。
中央の緑地帯と両側には衣料品店などが立ち並ぶ、この地区では唯一の「大規模な遊歩道」で、車両の通行は少なく歩行者の多い散策向けの街路であるが、「放置自転車の問題が深刻」という指摘もある。

## 参考サイト
- “多摩川誌”.   財団法人河川環境管理財団. 2013年4月14日閲覧。